# Futura
Futura es una tipografía sin serifa diseñada por Paul Renner y presentada por la fundición tipográfica Bauer Types en 1927. Futura es uno de los tipos de letra más conocidos y utilizados de las tipografías modernas. Es considerada una de las aplicaciones de la Nueva Tipografía. Fue muy usada a mediados del siglo XX y continúa siendo muy popular en la actualidad.

## Concepción

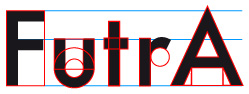
Formas geométricas: círculos, cuadradros y triángulos.

La tipografía Futura (1927) es la más conocida y de mayor calidad de Paul Renner, diseñador alemán. Lo inició en 1925. Es una tipografía de palo seco y bases racionalistas influido por la estética de la Bauhaus de los años 1919-1933. Se fundamenta en formas geométricas (círculos, triángulos y cuadrados). Consta de una extensa gama de cuerpos y tipos, que van desde la fina, seminegra o texto, negra y supernegra en su doble versión redonda y cursiva y en sus tipologías normal, ancha y estrecha, consiguiendo así un modernismo que la ha convertido en uno de los clásicos de la tipografía universal.
A partir de los nuevos tipos de palo (Helvética, Univers, Folio) lanzados al mercado a finales de los años cincuenta, Futura se vio relegada a un segundo plano, pero en estos últimos tiempos está conociendo un nuevo renacimiento.[cita requerida]
Paul Renner poseía un completo dominio en materia tipográfica, indagando en la necesidad de enfatizar en el ritmo natural de la lectura occidental, de izquierda a derecha, para facilitar y optimizar con ello la legibilidad del nuevo diseño, característica visible en los ojos de las letras n, m, r, en cuyas formas la inclinación armoniosa de sus apéndices curvos que se integran a los palos no se debe a un capricho formal, sino a la racional presunción de facilitar con esta medida, inconscientemente, la cómoda lectura del tipo entre la comunidad occidental.

## Influencia en otras tipografías
El éxito de Futura coincide con la creación de muchos tipos nuevos de sans-serif geométricos. Así, se enfrenta a la competencia de las fundiciones Kabel, Metro, Vogue, Erbar, Espartano, Twentieth Century y Century Gothic, entre otras. Algunas estaban cerca de ser copias idénticas, como Esparta y Vogue, pero otros fueron singularmente diferentes, como Nobel y Kabel.
Adrian Frutiger reconoce a Futura como una de sus inspiraciones para su tipo de letra Avenir.[cita requerida] Más recientemente, Futura ha sido la base de Ikea y Sans Sans Opel, fuentes diseñadas por Robin Nicholas para Ikea y Opel, respectivamente.

## Usos

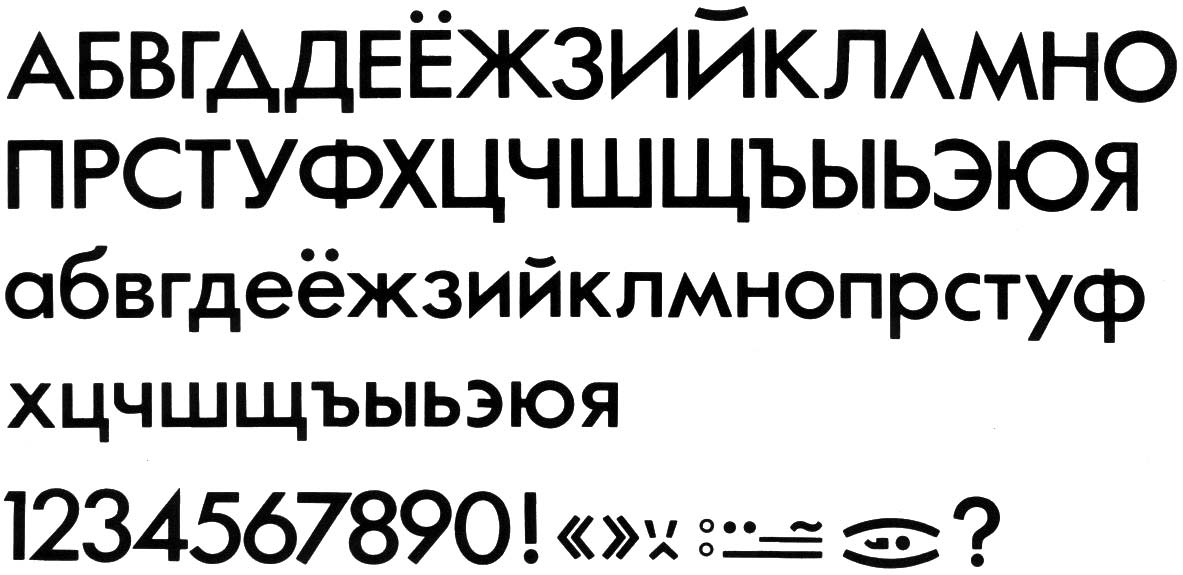
Variante cirílica de la tipografía Futura Medium hecha para los Juegos Olímpicos de Moscú 1980.

Muchas empresas han hecho uso de esta tipografía en su diseño corporativo. Compañías como Volkswagen, IKEA, Swissair, Union Pacific, Boeing, RAI, Hewlett Packard, Home Depot, CNN Internacional, NASA, entre otras. Varias universidades y partidos políticos la han utilizado en sus logos. 
Por otra parte, el director Stanley Kubrick fue fan de esta tipografía, al igual que Wes Anderson, y la usó en la mayoría de sus películas en los créditos iniciales. Además, la placa conmemorativa que Neil Armstrong y Edwin Aldrin dejaron en la luna estaba escrita con Futura.
Una variante cirílica de la tipografía Futura Medium también fue creada por Anatoli Muzanov para los Juegos Olímpicos de Moscú 1980.
La fuente se utilizó para el logotipo de título de la película de 1999 American Beauty. Futura también cuenta con todos los apartados de la adaptación cinematográfica de V de Vendetta, Que se utiliza para todo, desde el logotipo de título y créditos finales, a los signos, los periódicos, pantallas de ordenador y otros accesorios.
El programa de televisión español La Ruleta de la Suerte utiliza esta tipografía desde 2015 hasta la actualidad para el concurso, incluyendo ruleta, paneles e infografía. Usan una versión Bold desconocida hasta el momento.

## Licencias e imitaciones
Inicialmente, la fundición Bauer emitió Futura con seis pesos distintos y con licencia. La fundición Deberny & Peignot la editó en Francia bajo el nombre de Europa. American Typefounders y Mergenthaler Linotype también cuentan con una imitación de Futura llamada Spartan. Paul Renner falleció en el año 1956 y sus dibujos originales del tipo Futura se pueden contemplar en la Fundición Tipográfica Neufville de Barcelona.
En la actualidad, Bauer Types es propietaria de la marca Futura.